# Saldanha (Südafrika)

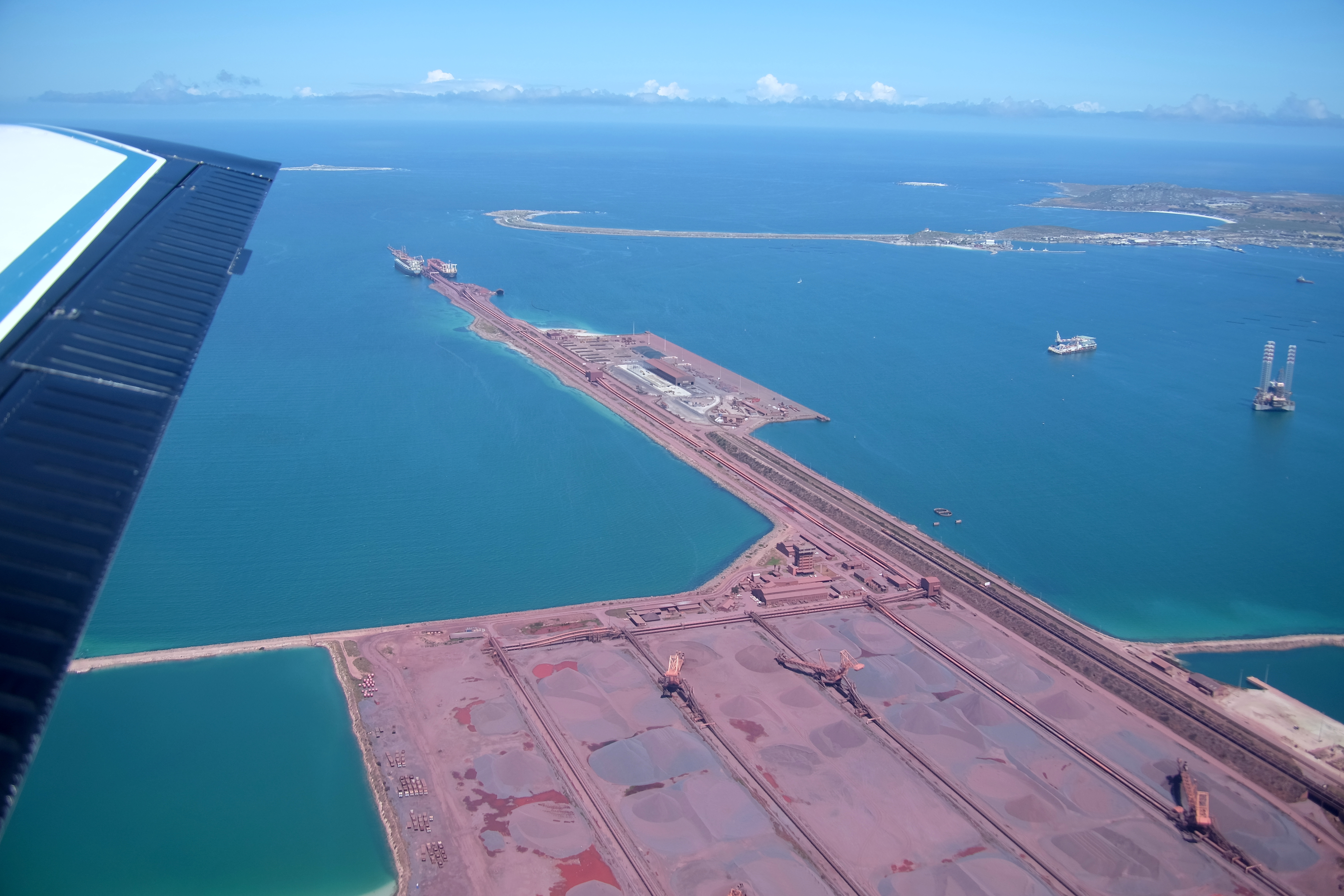
Eisenerz-Hafen (2016)

Saldanha ist eine Stadt in der Lokalgemeinde Saldanha Bay, im Distrikt West Coast der südafrikanischen Provinz Westkap. Sie liegt 140 Kilometer nördlich von Kapstadt.

## Geographie
Große regionale Bedeutung hat Saldanha durch seinen Erzhafen und den Militärhafen erlangt. Heute ist die Stadt auch zu einem beliebten Ausflugsort für Touristen geworden. 2011 hatte die Stadt 28.142 Einwohner in 7654 Haushalten.

## Geschichte
Die Stadt und die gleichnamige Bucht wurden nach dem portugiesischen Admiral António de Saldanha benannt. Er erreichte die Tafelbucht im Mai 1503. Eigentlich plante er die Umsegelung des Kaps der Guten Hoffnung, landete aber aufgrund eines Navigationsfehlers in der Tafelbucht. Als ein niederländischer Kartograph 1601 die Westküste des heutigen Südafrika entlangfuhr, verwechselte er die beiden Buchten und benannte die 140 Kilometer nördlicher gelegene Bucht Saldanha Bay.
Erste kommerzielle Interessen an der Bucht zeigten Mitte des 17. Jahrhunderts die Free Burghers (Freie Bürger) der Niederländischen Ostindien-Kompagnie, weil die Fischbestände in der Bucht sehr ertragreich schienen. 1658 bekam eine Gruppe von Burghern, bekannt als die Saldanha seafarers, die Rechte, in der Bucht zu fischen und die Erträge zur Tafelbucht nach Kapstadt zu senden. Ein Fünftel des Ertrags musste in gepökelter oder getrockneter Form abgeliefert werden. Diese Rechte behielten sie bis 1711.
1976 wurde die 861 Kilometer lange Bahnstrecke Sishen–Saldanha fertiggestellt, auf der bis zu vier Kilometer lange Züge Eisenerz aus dem Landesinneren zum Hafen Saldanha transportieren. Der Hafen ist mit rund 74 km² der flächengrößte Hafen Afrikas. Schiffe mit bis zu 250.000 Tonnen können hier anlegen.
In Saldanha befindet sich das einzige Trainingszentrum der Südafrikanischen Marine.

## Wirtschaft
Bei Saldanha befindet sich ein Direktreduktionsstahlwerk von ArcelorMittal mit einer Kapazität von 1,2 Mio. t pro Jahr.

## Tourismus
Die Bucht von Saldanha ist für ihre Strände und als Wassersportrevier bekannt, etwa zum Kajak- und Wasserski fahren sowie zum Windsurfen. Diese Aktivitäten erstrecken sich bis zu dem Küstenort Langebaan, in dem es einen Jachthafen gibt.

## Hominine Fossilien
Saldanha war namensgebend für das 1953 auf der Fundstätte Elandsfontein, rund 15 Kilometer östlich der Saldanha Bay, entdeckte, relativ gut erhaltene Schädeldach Saldanha 1 des späten afrikanischen Homo erectus oder von Homo heidelbergensis.
1997 wurde zudem die Entdeckung von fossilen homininen Fußspuren zweier Individuen des archaischen Homo sapiens bekannt gegeben, die am Rande der sich südöstlich an die Saldanha Bay anschließenden Langebaan Lagoon entdeckt und auf ein Alter von 117.000 Jahren datiert worden waren.